# Günther von Kirchbach
Günther Emanuel Graf von Kirchbach (Erfurt, 9. kolovoza 1850. -  Bad Blankenburg, 6. studenog 1925.) je bio njemački general i vojni zapovjednik. Tijekom Prvog svjetskog rata zapovijedao je s Armijskim odjelom D, 8. armijom, te Grupom armija Kijev na Istočnom bojištu.

## Vojna karijera
Günther von Kirchbach rođen je 9. kolovoza 1850. u Erfurtu. Njegov otac Hugo von Kirchbach je bio proslavljeni pruski general koji je zapovijedao pruskim V. korpusom u Prusko-francuskom ratu. I Günther je odabrao vojni poziv kao i njegov otac, te je, nakon što je u prusku vojsku stupio 1868. godine, također kao i njegov otac s činom poručnika sudjelovao u Prusko-francuskom ratu. Nakon rata služi u raznim vojnim jedinicama, te se ubrzano uspije u vojnoj hijerarhiji.
Čin pukovnika dostigao 1897. godine, general bojnikom postao je 1899. godine, dok je 1903. godine promaknut u čin general poručnika kada dobiva zapovjedništvo nad 11. divizijom smještenom u Schwerinu. U rujnu 1907. postaje zapovjednikom V. korpusa smještenog u Posenu kojim je ranije zapovijedao njegov otac, te je unaprijeđen u generala pješaštva. U travnju 1911. postaje predsjednikom Vojnog suda u Berlinu na čijem čelu dočekuje i početak Prvog svjetskog rata.

## Prvi svjetski rat
Na početku Prvog svjetskog rata Kirchbach dobiva zapovjedništvo nad X. pričuvnim korpusom koji se nalazio u sastavu 2. armije pod zapovjedništvom Karla von Bülowa. Međutim, 29. kolovoza 1914. Kirchbach je ranjen, te je morao prepustiti zapovjedništvo nad navedenim korpusom. Nakon oporavka Kirchbach je jedno vrijeme ponovno obavljao dužnost predsjednika Vojnog suda, da bi u rujnu 1916. preuzeo zapovjedništvo nad Landverskim korpusom koji se nalazio na Istočnom bojištu.
U travnju 1917. Kirchbach dobiva zapovjedništvo nad Armijskim odjelom D, te 17. kolovoza 1917. prima orden Pour le Mérite. U prosincu 1917. postaje zapovjednikom 8. armije zamijenivši na tom mjestu Oskara von Hutiera, dok u siječnju 1918. dobiva čin general pukovnika. Njemačkom 8. armijom Kirchbach zapovijeda sve do srpnja 1918. kada dobiva zapovjedništvo nad Grupom armija Kijev (Heeresgruppe Kiew) zamijenivši na tom mjestu Hermanna von Eichhorna na kojeg je bio izvršen atentat.

## Poslije rata
Grupom armija Kijev Kirchbach zapovijeda sve do 5. veljače 1919. kada je umirovljen. Günther von Kirchbach preminuo je 6. studenog 1925. godine u Bad Blankenburgu u 76. godini života. 

## Vanjske poveznice
(eng.) Günther von Kirchbach na stranici Prussianmachine.com

(njem.) Günther von Kirchbach na stranici Deutschland14-18.de
| Prethodnik:      | Zapovjednik Armijskog odjela D Günther von Kirchbach | Nasljednik:        |
| Oskar von Hutier | Zapovjednik Armijskog odjela D Günther von Kirchbach | Hans von Kirchbach |

| Prethodnik:      | Zapovjednik 8. armije Günther von Kirchbach | Nasljednik:     |
| Oskar von Hutier | Zapovjednik 8. armije Günther von Kirchbach | Hugo von Kathen |